# 日野町立日野学園
日野町立日野学園（ひのちょうりつひのがくえん）は、鳥取県日野郡日野町にある公立義務教育学校である。

## 概要
2023年4月開校。2023年時点では日野町唯一の町立学校である。旧根雨小学校校舎を増改築し、当校の校舎として使用している。

## 沿革

### 略歴
2023年4月、日野町立根雨小学校・黒坂小学校・日野中学校を統合して設立された。

### 年表
- 2023年（令和5年）
  - 4月1日 - 開校
  - 4月10日 - 開校記念式典を開催[3]

## 教育方針

### 校訓
向学・友愛・誠実・自主

## 学校行事
| - 4月 始業式・入学式 - 5月 体育祭 - 6月 | - 7月 終業式 - 8月 始業式 - 9月 | - 10月 文化祭 - 11月 - 12月 終業式 | - 1月 始業式 - 2月 - 3月 卒業式・修了式 |

## 通学区域
- 日野町全域

## 交通
- JR西日本伯備線根雨駅から900m